# Taenaris kubaryi
Taenaris kubaryi är en fjärilsart som beskrevs av Otto Staudinger 1893. Taenaris kubaryi ingår i släktet Taenaris och familjen praktfjärilar. Inga underarter finns listade i Catalogue of Life.